# Lagoa Nova
Lagoa Nova là một đô thị thuộc bang Rio Grande do Norte, Brasil. Đô thị này có diện tích 176 km², dân số năm 2007 là 13095 người, mật độ 74,4 người/km².